# Roberta Vinci
Roberta Vinci (n. 18 februarie 1983, Taranto, Italia) este o jucătoare profesionistă de tenis din Italia. A câștigat alături de Sara Errani toate cele 4 turnee de Grand Slam. A reușit să câștige alături de echipa Italiei Fed Cup în 2006, 2009, 2010, 2013.

## Grand Slam

### Simplu: 1 finală (1 titlu)
| Rezultat | An   | Turneu  | Suprafață | Adversar        | Scor          |
| -------- | ---- | ------- | --------- | --------------- | ------------- |
| Finalist | 2015 | US Open | Dură      | Flavia Pennetta | 6–7(4–7), 2–6 |

### Dublu: 8 finale (5 titluri; 3 înfrângeri)
| Rezultat   | An   | Turneu          | Surface | Partener    | Adversar                           | Scor          |
| ---------- | ---- | --------------- | ------- | ----------- | ---------------------------------- | ------------- |
| Finalist   | 2012 | Australian Open | Dură    | Sara Errani | Svetlana Kuznetsova Vera Zvonareva | 5–7, 6–4, 6–3 |
| Câștigător | 2012 | French Open     | Zgură   | Sara Errani | Maria Kirilenko Nadia Petrova      | 4–6, 6–4, 6–2 |
| Câștigător | 2012 | US Open         | Dură    | Sara Errani | Andrea Hlaváčková Lucie Hradecká   | 6–4, 6–2      |
| Câștigător | 2013 | Australian Open | Dură    | Sara Errani | Ashleigh Barty Casey Dellacqua     | 6–2, 3–6, 6–2 |
| Finalist   | 2013 | French Open     | Zgură   | Sara Errani | Ekaterina Makarova Elena Vesnina   | 5–7, 2–6      |
| Câștigător | 2014 | Australian Open | Dură    | Sara Errani | Ekaterina Makarova Elena Vesnina   | 6-4, 3-6, 7-5 |
| Finalist   | 2014 | French Open     | Zgură   | Sara Errani | Hsieh Su-wei Peng Shuai            | 4–6, 1–6      |
| Câștigător | 2014 | Wimbledon       | Iarbă   | Sara Errani | Tímea Babos Kristina Mladenovic    | 6–1, 6–3      |